# Prefectura apostólica de Yongzhou
La prefectura apostólica de Yongzhou, de Yungchow o de Lingling (en latín: Praefectura Apostolica Yungchovensis y en chino: 天主教永州监牧区) es una circunscripción eclesiástica de la Iglesia católica en China. Se trata de una prefectura apostólica latina, inmediatamente sujeta a la Santa Sede. Desde 1966/1976 es sede vacante, aunque para el Anuario Pontificio lo es desde el 13 de diciembre de 1973. Su administrador apostólico es el arzobispo Methodius Qu Ai-lin, obispo de la diócesis oficial de Hunán. La Asociación Patriótica Católica China la suprimió en 1991 y en 1999, sin el asentimiento de la Santa Sede, la hizo parte de la nueva diócesis de Hunan.

## Territorio y organización
La prefectura apostólica tiene 40 000 km² y extiende su jurisdicción sobre los fieles católicos de rito latino residentes en parte de la provincia de Hunan.
La sede de la prefectura apostólica se encuentra en la ciudad de Yongzhou (entre 1950 y 1995 llamada Lingling), en donde se hallaba la catedral. La diócesis patriótica de Hunan tiene sede en la ciudad de Changsha, en donde se encuentra la Catedral de la Inmaculada Concepción.
En 1950 en la prefectura apostólica existían 22 parroquias.

## Historia
La prefectura apostólica de Yongzhoufu (Yungchowfu) fue erigida el 12 de mayo de 1925 con el breve In omnes catholici del papa Pío XI, obteniendo el territorio del vicariato apostólico de Changsha (hoy arquidiócesis de Changsha).
El 3 de junio de 1938 cedió una parte de su territorio para la erección de la prefectura apostólica de Baoqing mediante la bula Ad Christi nomen del papa Pío XI.
En 1948 cambió su nombre por el de prefectura apostólica de Yongzhou (Lingling o Yungchow).
En 1949 el Partido Comunista de China capturó Yongzhou, se impuso en la guerra civil y proclamó la República Popular China el 1 de octubre de 1949. El 4 de septiembre de 1951 China comunista expulsó al nuncio apostólico Antonio Riberi y la Santa Sede continuó reconociendo a la República de China en Taiwán como el legítimo gobierno chino. Todos los misioneros extranjeros fueron expulsados de China comunista desde 1952, incluido el obispo Blasius Sigibald Kurz.
La Asociación Patriótica Católica China fue creada con el apoyo de la Oficina de Asuntos Religiosos de la República Popular de China en 1957, con el objetivo de controlar las actividades de los católicos en China. Su nombre público es Iglesia católica china y es referida como la "Iglesia oficial" en contraposición a la "Iglesia subterránea" o "Iglesia clandestina" leal a la Santa Sede.
En 1958 el gobierno procedió al nombramiento y consagración, sin mandato papal, de Luigi Li Zhen-lin, fallecido en fecha incierta entre 1966 y 1976.
En el período de 1966 a 1976 la Revolución Cultural se ensañó especialmente contra la religión, destruyéndose numerosas iglesias y cesaron todas las actividades religiosas en la diócesis. A principios de la década de 1980 la diócesis reanudó sus operaciones.
La Asociación Patriótica Católica China redujo la arquidiócesis de Changsha a diócesis de Changsha en fecha no precisada, luego, en 1991, efectuó un reordenamiento de sus límites cuando las diócesis de Changsha, Changde, Hengzhou y Yuanling y las prefecturas apostólicas de Yueyang, Yongzhou, Xiangtan, Lizhou y Baoqing fueron reordenadas en 6 diócesis patrióticas: Changsha, Hengyang, Changde, Yueyang, Lixian y Yuanling. En 1999 las 6 diócesis patrióticas fueron fusionadas en una circunscripción única, la diócesis de Hunan, con sede en Changsha, sin el asentimiento de la Santa Sede.
El 22 de septiembre de 2018 se firmó en Pekín el Acuerdo provisional entre la Santa Sede y la República Popular de China sobre el nombramiento de los obispos. El 22 de octubre de 2020 el acuerdo fue prorrogado por otros dos años y en octubre de 2022 por otros dos años más.
Debido a la situación particular de la Iglesia católica en China, la Santa Sede no nombra obispos para las diócesis chinas, que son sedes oficialmente vacantes incluso en presencia de obispos reconocidos por Roma.

## Estadísticas
Según el Anuario Pontificio 2002 la prefectura apostólica tenía a fines de 1950 un total de 4064 fieles bautizados.
| Año                                                                             | Población            | Población | Población      | Sacerdotes | Sacerdotes    | Sacerdotes    | Bautizados por sacerdote | Diáconos permanentes | Religiosos | Religiosos | Parroquias |
| Año                                                                             | Bautizados católicos | Total     | % de católicos | Total      | Clero secular | Clero regular | Bautizados por sacerdote | Diáconos permanentes | Varones    | Mujeres    | Parroquias |
| ------------------------------------------------------------------------------- | -------------------- | --------- | -------------- | ---------- | ------------- | ------------- | ------------------------ | -------------------- | ---------- | ---------- | ---------- |
| 1950                                                                            | 4064                 | 3 400 000 | 0.1            | 17         | 3             | 14            | 239                      |                      |            | 15         | 22         |
| Fuente: Catholic-Hierarchy, que a su vez toma los datos del Anuario Pontificio. |                      |           |                |            |               |               |                          |                      |            |            |            |

## Episcopologio
- Sebastian Großrubatscher, O.F.M. † (16 de marzo de 1923-29 de noviembre de 1927 falleció)
- Johannes Damascus Jesacher, O.F.M. † (30 de mayo de 1931-25 de enero de 1947 falleció)
- Blasius Sigibald Kurz, O.F.M. † (21 de mayo de 1948-13 de diciembre de 1973 falleció)
  - Sede vacante
  - Luigi Li Zhen-lin † (26 de octubre de 1958 consagrado-circa 1966/1976 falleció)
  - arzobispo Methodius Qu Ai-lin, desde 2012 (administrador apostólico)